# Alberto Monroy (generale)
Alberto Monroy dei Principi di Pandolfina (Palermo, 8 maggio 1883 – Palermo, 28 aprile 1959) è stato un generale e politico italiano.

## Biografia
Esponente della famiglia Monroy, prese parte alla prima guerra mondiale come maggiore nel 22º reggimento artiglieria da campagna e, nel 1918, fu decorato di croce di guerra al valor militare.
Fu regio commissario del Comune di Palermo per sei giorni, dal 15 al 21 luglio 1943, succedendo al podestà (fascismo) Francesco Sofia e consegnando poi gli affari dell'amministrazione comunale al colonnello Charles Poletti, capo degli affari civili dell'AMGOT a Palermo.